# Головешицы
Головешицы — деревня в Котельничском районе Кировской области в Покровском сельском поселении.
Расположена примерно в 6 км к западу от села Боровка.
Население по переписи 2010 года составляло 2 человека.